# Lafleur (marque de commerce)
Pour les articles homonymes, voir Lafleur.

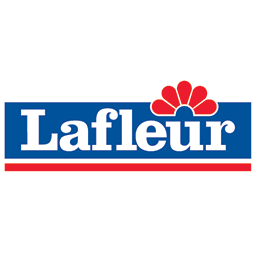
Logo de la marque Lafleur.

Lafleur est une marque de charcuterie d’Olymel (s.e.c.), propriété de La Coop fédérée. Cette marque est fondée en 1912 par Alphonse Lafleur (1882-1934), et est spécialisée dans le marché de la viande de porc transformée. Ces produits ne sont vendus qu’au Québec.

## Description
Lafleur est une marque de commerce spécialisée dans le marché des viandes transformées au Québec. Plus de soixante-dix produits sont offerts sous cette marque, dont ses saucisses fumées qui sont parmi les plus vendues au Québec.  Les produits sont répartis entre huit catégories : le bacon frais, le bacon entièrement cuit, les saucisses fumées, les saucisses fraîches, les jambons, les charcuteries prétranchées, les charcuteries servies en comptoir et les produits à tartiner, comme les cretons ou la tête fromagée,. Depuis 2005, Lafleur est détenue par Olymel, une entreprise qui a son siège social à Saint-Hyacinthe, au Québec, et qui emploie près de 10 000 personnes au Canada,. 
Lafleur fabrique 15 millions de kilos de produits chaque année. Une grande partie des produits sont fabriqués dans la région de Québec,. 
Lafleur est une marque présente dans des lieux publics ou à l’occasion d’évènements renommés dans les domaines des loisirs, du divertissement et du sport au Québec. Entre autres, Lafleur est le fournisseur officiel du Centre Bell et du parc d’attractions La Ronde à Montréal. L’entreprise a également de nombreux contrats de commandites avec plusieurs clubs sportifs locaux et s’associe à des levées de fonds pour des organismes de bienfaisance.

## Histoire
Alphonse Lafleur fonde une boucherie artisane portant son nom dans la paroisse Saint-Roch, à Limoilou (Québec) en 1912. Une affiche discrète annonce le commerce : ALP. LAFLEUR — BOUCHER — SAUCISSE & VIANDE DE CHOIX. L’entreprise est reconnue pour ses saucisses et charcuteries qui étaient préparées avec un mélange d’épices minutieux. Lafleur commence à acquérir les lots adjacents à son commerce en 1913 et en 1920 afin d’augmenter la surface de la charcuterie. La famille Lafleur poursuit sa croissance en ajoutant le service de livraison par camions en 1930. Après le décès de son fondateur, Alphonse Lafleur, à l’âge de 52 ans, son épouse Oliva devient présidente de l’entreprise en 1934. Elle et ses quatre fils (Jean-Marie, Gérard, Raymond et Georges-Henri) héritent du commerce. L’entreprise devient une société et émet ses 200 premières actions de 100 $ au cours de cette période.
Depuis sa fondation, Lafleur œuvrait principalement dans le secteur du porc mais la famille décide de se diversifier en se lançant dans l'abattage de bœufs et de veaux en 1942. Oliva Lafleur est présidente de l’entreprise jusqu’en 1943. Elle cède alors ses actions à ses enfants. Ses fils Raymond et Gérard deviennent respectivement président et trésorier. Le 6 juin 1944 se tient une assemblée des administrateurs de l'entreprise au cours de laquelle les fils Lafleur distribuent de nouvelles fonctions aux membres de la famille. Dans les années 1943 à 1945, l’entreprise achète de nouveaux terrains, bâtiments et réalise la première rénovation importante afin d’agrandir et de moderniser ses équipements. En 1955, Lafleur emploie plus de 80 personnes et offre maintenant ses produits en gros, livrés par une flotte de véhicules modernes. En 1956, on augmente le capital-actions de l'entreprise, le faisant passer de 20 000 à 120 000 dollars. L’entreprise annonce maintenant ses produits, tels que boudins, cretons, tête fromagée, jambon, etc. dans les grands quotidiens de Québec, comme le Soleil. Ses produits sont distribués dans les épiceries et les boucheries de la région. À l’aube du cinquantième anniversaire de Lafleur en 1961, l’entreprise perd son président, Raymond Lafleur. Son frère Gérard prendra sa relève à la tête de l’entreprise.
En 1962, l’usine Lafleur compte un centre de préparation des commandes, des départements de charcuteries, de salaison, de cuisson ainsi que des fumoirs, des sections réservées au cartonnage et à l’emballage. Le décès de Gérard Lafleur en 1967 entrainera une réorganisation de la direction et des décisions importantes sur son avenir. Entre autres, Lafleur cessera le commerce de détail pour se concentrer sur la vente en gros en 1969. Elle mettra également fin aux activités d’abattage de veaux et de bœufs. Chez Lafleur, la première convention collective sera signée en novembre 1970. Au cours de l’année 1972, la compagnie Alphonse Lafleur Limitée accepte une offre d’achat de J.N. Brochu Inc., une entreprise agroalimentaire familiale de Lévis. Les activités de Lafleur seront consolidées avec celles des Salaisons Brochu, une division du Groupe Brochu, à la fin des années 1970.  En 1978, l’entreprise embauchera plus de 150 personnes pour son usine qui fabrique des émulsions, jambons, bacon et saucisses fumées. L'abattoir de la famille Brochu, à Saint-Henri-de-Lévis, est agrandi à maintes reprises et produit alors 100 millions de livres de porc chaque année. L’entreprise québécoise deviendra la première à exporter ses produits au Japon.
La famille Brochu entreprend une conquête en règle du marché montréalais au début des années 1980. Elle préservera et fera fructifier l’héritage de Lafleur. En 1985, un centre de distribution est construit à Laval pour faciliter la distribution des produits. Lafleur recrute le célèbre hockeyeur Guy Lafleur à titre de porte-parole publicitaire des saucisses « La Bonne Fourchette », une marque de la gamme Lafleur, en 1991. Le chiffre d’affaires de la division Lafleur est alors estimé à 88 millions $. Lafleur sera la première et unique entreprise canadienne à offrir des produits de bacon précuit, et ce, dès 1997. La famille Brochu innove également avec d’autres produits comme les viandes tranchées préemballées, le porc mariné, les feuillantines de jambon style Forêt-Noire, au miel ou à l’érable, ou encore avec des initiatives audacieuses sur la traçabilité des produits.
Lafleur innove également dans le domaine de la sécurité alimentaire au cours de l’année 1998. L’abattoir de Joliette est la première entreprise à être reconnue conforme au Programme d'amélioration de la salubrité des aliments (PASA) et aux normes d’Analyse des risques et maîtrise des points critiques (HACCP). Dans les années subséquentes, l’ensemble de ses usines a obtenu cette reconnaissance, soit bien avant que le programme devienne obligatoire en novembre 2005.
En 2005, Supraliment, la division des viandes du Groupe Brochu, fusionne avec la compagnie Olymel, filiale de la Coop fédérée. Plus de 90 000 producteurs agricoles sont membres de cette organisation coopérative. Olymel emploie alors près de 10 000 personnes au Canada, dont environ 7 500 au Québec, et exporte près de 50 % de ses produits à l’étranger. Son chiffre d’affaires dépasse les 2,5 milliards de dollars chaque année. Chez Olymel, Lafleur rejoint les deux grandes marques de l’entreprise qui sont Olymel et Flamingo. L’entreprise est présente dans les secteurs du porc et la volaille. Olymel poursuit le développement de la marque Lafleur depuis 2005. Lafleur procède en 2009 à la mise en marché de Lafleur Authentique, une sous-marque qui s'inspire des recettes traditionnelles d’antan en les adaptant au goût des consommateurs du XXIe siècle. 
En 2012, Lafleur célèbre ses 100 ans d’existence et est lauréate du volet corporatif du Temple de la renommée de la section membres-fournisseurs (SMF) de l’Association des détaillants en alimentation du Québec (ADA). La marque est intronisée pour ses 100 ans d’histoire, ce qui est un événement rare dans l’histoire des marques au Québec,.

## Identité visuelle
Au cours des années 1950, le logo de Lafleur porte la mention « A. Lafleur Ltée. » En 1978, le logo comportait une fleur au creux de la lettre « L. » Le logo de Lafleur est rajeuni en 1984, afin d’y ajouter cinq pétales rouges, au-dessus du « u » de Lafleur, qui s’inspirent de l’expression de son fondateur, Alphonse Lafleur, lequel estimait préparer « La fleur des saucisses. »
Une version « 100 ans » du logo a été utilisée pour promouvoir le centenaire de la marque en 2012. Celui-ci utilisait la même apparence que le logo officiel mais remplaçait le mot « Lafleur » par « 100 ans » ou « 100 years » en anglais.

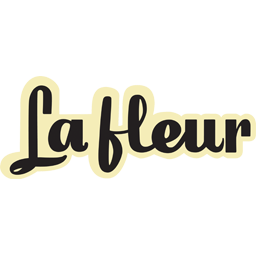
Logo de la marque Lafleur en 1972.
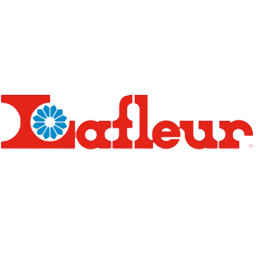
Logo de la marque Lafleur en 1978.
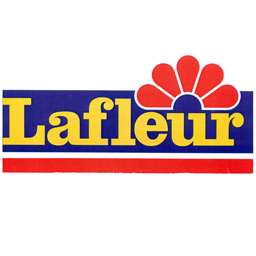
Logo de la marque Lafleur en 1984.
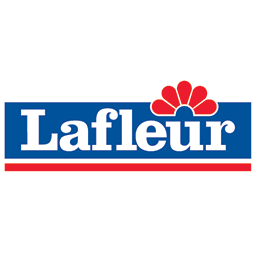
Logo de la marque Lafleur en 1985.
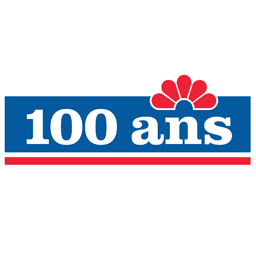
Version modifiée du logo de la marque Lafleur pour le centenaire de la marque en 2012.

## Produits
Plus de soixante-dix produits Lafleur sont présentement offerts, sous 8 gammes :
Bacon
- Entièrement cuit
- Régulier

Charcuteries
- Comptoir de service
- Comptoir libre-service

Charcuteries tranchées
- Viandes émincées
- Viandes tranchées

Saucisses fumées
- Saucisses fumées
- Saucisses cocktail

Saucisses à déjeuner
- Saucisses fraîches
- Saucisses congelées

Jambon
- Comptoir de service
- Comptoir libre-service

Produits à tartiner
- Creton
- Autres

## Distinctions
Les produits Lafleur sont fabriqués sous la supervision de l’Agence canadienne d’inspection des aliments (ACIA). Les installations de fabrication sont conformes au Programme d’amélioration de la salubrité des aliments (PASA), et aux normes d’Analyse des risques et maîtrise des points critiques (HACCP). Cette méthode systématique et préventive d’assurance de la salubrité des aliments est recommandée par la Commission du Codex Alimentarius, l’organisation internationale de normalisation des Nations unies pour la salubrité des aliments.
L’entreprise s’engage, en août 2010, dans le processus d’amener tous ses établissements aux normes SQF (Safe Quality Foods), une certification reconnue internationalement par le Global Food Safety Initiative (GFSI). 
Les produits Lafleur portent tous les mentions « Aliments du Québec », ou « Aliments préparés au Québec. »

## Usines
Les produits Lafleur sont fabriqués dans des établissements localisées à Saint-Henri-de-Lévis, Drummondville, Trois-Rivières, Cornwall (Ontario), et à Anjou (tranchage). Plus de 1 780 employés travaillent dans ces usines,.

## Publication
En 2012, afin de souligner les 100 ans de Lafleur, la marque est l’objet d’un livre de recettes intitulé : De Lafleur à votre table. Les recettes sont élaborées par le Chef corporatif de l’entreprise, Marc Laroche et mettent en valeur les produits de la marque en les mariant notamment à des ingrédients réputés pour faire partie du terroir du Québec comme certains fromages et le sirop d’érable.

## Publicité
Au début des années 1990, le célèbre hockeyeur Guy Lafleur devient le porte-parole publicitaire des saucisses « La Bonne Fourchette », une marque de la gamme Lafleur. Le « démon blond » du Canadien, comme on le surnomme, va augmenter la notoriété de la marque. En 2009, Lafleur lance une grande campagne de publicité dans laquelle elle met en valeur son logo avec ses produits. Lafleur choisit l’édition 2011 de l’émission de fin d’année Bye Bye pour donner le coup d’envoi des célébrations de son centenaire en diffusant une première publicité télévisée, « au cœur de vos moments partagés ».
L’entreprise soulignera également son 100e anniversaire tout au long de 2012 avec d’importantes initiatives promotionnelles en lieux de vente, ainsi qu’à la télévision. Elle lance également une page Facebook afin d’engager la conversation avec ses consommateurs. En 2014, Lafleur lance deux campagnes publicitaires. La première met en vedette Bob le Chef et porte le slogan publicitaire « On va se dire les vraies affaires. » La seconde souligne de grandes occasions sous le thème « Chez nous c’est Lafleur. »